# 돌팡깨

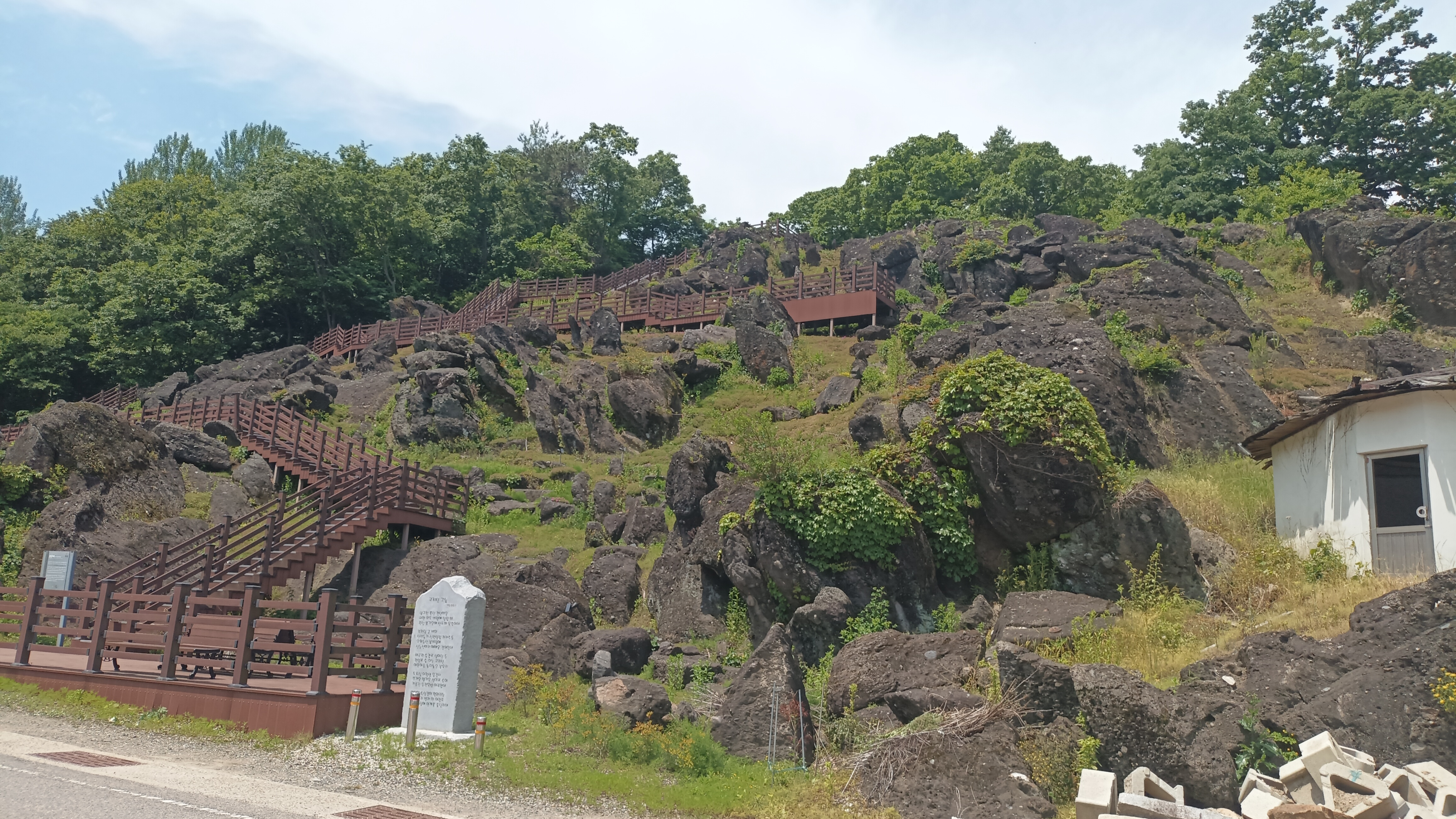
옥천군 군북면 항곡리 돌팡깨와 옥천 누층군 황강리층 (금강석회암)

돌팡깨는 대한민국 충청북도 옥천군 군북면 항곡리에 위치한 옥천 누층군 황강리층(금강석회암)의 노두이며 지질유산이자 관광지이다. 이곳에서는 황강리층의 함력암 노두를 자세히 관찰할 수 있다. 

## 개요
돌팡깨는 옥천군 군북면 항곡리 마을에 드러난 거대한 검은색 바위를 지칭하는 고유명사이다. 돌팡깨에는 안내판과 나무데크로 만들어진 탐방로가 설치되어 있다. 돌팡깨는 비야대정로 도로변에 위치해 접근성이 좋다. 바로 앞에 식당과 주차장이 있으며 도로명주소는 옥천군 군북면 비야대정로 536, 지번은 군북면 항곡리 152이다. 
산골짜기에서 금을 캤다고 해서 유래된 항곡마을 입구에 널리 퍼져있는 옥천대 변성퇴적암인 흑색 금강석회암 지대로 마을 주민들은 이곳을 돌무더기가 있는 언저리라는 뜻으로 돌팡깨라고 부른다.
현지 안내문에 의하면 군북면 항곡마을은 마을 입구 돌팡깨를 중심으로 널리 퍼져있는 옥천 습곡대의 변성퇴적암인 흑색 금강석회암(황강리층) 지대이다. 항곡마을은 꾀꼬리봉과 백골산이 품어주어 아늑하고 평화스러우며 들어내지 않는 여유로움이 있는 곳으로 마을 전체가 옥천 누층군 황강리층의 흑색바위의 거대한 힘에 의해 평화롭게 자리잡고 있는 모습이다. 
황강리층(Okcheon supergroup Hwanggangni Formation, 黃江里層)은 대한민국 옥천 습곡대에 분포하는 옥천 누층군의 변성퇴적암 지층이다. 황강리층은 지금은 충주댐 건설로 수몰된 제천시 한수면의 황강리 마을에서 이름이 유래된 지층으로 함력(含礫)천매암질암으로 구성된다. 이 지층은 옥천 누층군 중 가장 두꺼운 지층이며 제천시에서 충주시, 괴산군, 보은군, 옥천군, 대전광역시에 이르기까지 넓게 분포하는 지층이다.

## 사진
돌팡깨와 황강리층
- 돌팡깨 전경

## 같이 보기
- 옥천 누층군 황강리층
- 옥천군의 지질
- 옥천군